# USS Hollandia (CVE-97)
Авіаносець «Голландіа» (англ. USS Hollandia (CVE-97)) — ескортний авіаносець США часів Другої світової війни, типу «Касабланка».

## Історія створення
Авіаносець «Голландіа» закладений 12 лютого 1944 року  на верфі Kaiser Shipyards у Ванкувері під ім'ям Astrolabe Bay. Спущений на воду 28 квітня 1944 року. 30 травня 1944 року перейменований в «Голландіа». Авіаносець вступив у стрій 1 червня 1944 року.

## Історія служби
Після вступу в стрій протягом червня-серпня 1945 року авіаносець здійснював перевезення літаків для потреб тактичного з'єднання TF38.
Після закінчення бойових дій корабель перевозив американських солдатів та моряків на батьківщину (операція «Magic Carpet»).
17 січня 1947 року авіаносець «Голландіа» був виведений в резерв. 12 червня 1955 року перекласифікований в допоміжний авіаносець CVU-97, 7 травня 1959 року перекласифікований в допоміжний авіатранспорт  AKV-33.
1 квітня 1960 року він був виключений зі списків флоту і проданий на злам.